# Антоніо Еррера-і-Тордесільяс
Антоніо Еррера-і-Тордесільяс (ісп. Antonio de Herrera y Tordesillas; 1549 — 28 березня 1626) — середньовічний історик, хроніст, письменник, перекладач Іспанії.

## Життєпис
Походив з заможної шляхетської родини з Кастилії. Син Родріго де Тордесільяса та Інес де Еррери. Народився 1549 року в Куельярі. Почав своє навчання в латинській гімназії свого рідного міста, виявивши невичерпну працездатність. За цим навчався в університеті Саламанки.
У 1570 році він вирушив до Італії на службу до принца Веспасіано I Гонзаги. Тут також активно вивчав італійську мову. У 1572 році Гонзага був призначений віцекоролем Наварри. Еррера супроводжував його до Памплони. Він продовжував користуватися довірою віцекороля, коли той став віцекоролем у Валенсії 1575 року. Антоніо Еррера став найдовіренішим помічником Веспасіано Гонзаги, розв'язуючи питання від його імені перед королем і двором у Мадриді. Тут Еррера розширив коло друзів і встановив контакти з впливовими людьми, поступово накопичуючи невеликий статок.
В останні роки життя Гонзаги той познайомив Ерреру з королем Філіппом II рекомендувавши того як людину освічену в історичних питаннях. Антоніо Еррера подарував королю зроблений ним самим переклад з італійської «Historia della guerra fra turchi et persiani» («Історія війни турків і персів») Джованні Томмазо Мінадоі. 1581 року Еррера одружився з наваррською шляхтянкою.
Протягом наступного десятиліття Еррера присвятив себе зміцненню свого становища при дворі, активно купував в нерухомість в Мадриді, постійно писав, поки не отримав у 1596 році посаду головного хроніста Америки, а у 1598 року — головного хроніста королівства Кастилія і Леон.
Зберіг своє становище за наступного короля Філіппа III. У 1601 році разом із королівським двором він переїхав до Вальядоліда, де продовжував свою невтомну історіографічну діяльність. У 1607 році він повернувся до Мадрида, живучи в будинку на Пуерта-дель-Соль і відданий своїм літературним завданням, де він насолоджувався комфортним і величним способом життя. Однак економічні інтриги, в які він був залучений, привели до того, що з 1609 по 1611 рр. він був поміщений під домашній арешт. Після звільнення продовжив займатися історією до самої смерті у 1626 році.

## Творчість
В доробку 11 великих історичних праць та хронік. Найбільш значущими його творами були «Опис Індії» (1601 рік) і «Historia general de los hechos de los castellanos en las Islas y Tierra Firme del mar Océano que llaman Indias Occidentales» («Загальна історія про діяльність кастильців на островах і Терра Фірме Океанського моря, які вони називають Вест-Індією», відоме як «Декади», 1616 рік), «Historia general del Mundo» («Загальна історія світу»), присвячена королю Філіппу II Габсбургу.
Також є автором «Історія Португалії та завоювання Азорських островів» (1582 і 1591) у 5 томах; «Історія того, що сталося в Шотландії, Англії, через сорок чотири роки відтоді як Марія Естуарда, королева Шотландії, написана Антоніо де Еррера» (1589 рік); «Хроніка турків» (1598 рік); «Події у Франції або Історія Антоніо де Еррери, слуги Його Величності, та його Короністи мера де лас Індіас, про події у Франції з 1585 року, коли почалася Католицька ліга, до кінця 1594 року» (1598 рік); «Події в Мілані або інформація насправді, і взаємозв'язок того, що сталося в Мілані, у змаганнях між церковною та світською юрисдикціями, з 1595 по 1598 рік, написані Антоніо де Еррера» (1599 і 1609 роки); «Договір про переміщення Арагона або Договір, взаємозв'язок та історичний дискурс про рухи в Арагоні, що відбулися в тисячу п'ятсот дев'яносто сьомому та тисячу п'ятсот дев'яносто другому: про його походження та початок поки… Філіп II… не склав і заспокоїв справи того королівства» (1612 рік); «Коментар фактів про іспанців, французів і венеційців в Італії та інших республік, потентатів, князів і відомих італійських капітанів з 1281 по 1559 рік» (1624 рік).
«Опис Індії», до якого він включив різні мапи, є логічним своєрідним вступом до іншої праці «Декади». Тут він розглядає географічні питання в тому сенсі, що вони слугують важливим інструментом для розуміння історії, описуючи розташування значущих місць і місцевість як середовище, в якому розгорталася історія. «Опис Індії» починається з першої подорожі Х.Колумба, складається з кількох хронік, морських трактатів та інших посібників, подібних до робіт Мартіна Фернандеса де Енсісо, Алонсо де Чавеса, Алонсо де Санта-Крус і Хуана Лопеса де Веласко, а також великої картографії (14 мав Америки і Далекого Сходу). У 1725 році капітан Джон Стівенс переклав «Опис Індії» англійською мовою, надалі відбулися переклади німецькою, французькою та латинською мовами.
«Historia general de los hechos de los castellanos en las Islas y Tierra Firme del mar Océano que llaman Indias Occidentales» складається з 4 томів. Це найповніша письмова загальна історія іспанської Америки, яка зосереджена на розповіді про діяльність саме конкістадорів. Праця скоріше має описовий характер, залишаючи особисті судження осторонь, переказуючи події, в яких кастильці були головними дійовими особами. Автор використовував всі доступні історичні джерела. Робота була настільки монументальною, що Антоніо де Соліс, який змінив Ерреру на посаді хроніста, не виправдав завдання продовжити її. Єдиною людиною, яка здійснила спробу, але без особливого успіху, був інший хроніст, Педро Фернандес дель Пульгар. Загалом праця витримала 20 видань.
«Historia general del Mundo» складається з 3 частин. Перша частина охоплює роки з 1554 по 1574 (опубліковано в Мадриді в 1601 році і в Вальядоліді в 1606 році); друга частина — з 1575 по 1585 рік (Вальядолід, 1606 рік); третя частина — з 1585 по 1598 рік (Мадрид, 1612 рік). У ній автор розповідає про внутрішні та зовнішні події в Іспанії, Англії, в Середземномор'ї, Північній Африці, Азії.
У «Хроніці турків» (складається з 3 частин) надає опис від заснування Османської імперії до смерті султана Сулеймана I, особливо війни з Іспанією та Священною Римською імперією в Середземному морі, північній Африці, Угорщині та Австрії. Також тут представлено цінні відомості про захоплення генуезьких колоній в північному Причорномор'ї, насамперед Каффи (Феодосії), Лікостромо (Кілії) та Аккерману (Білгороду). Для опису останніх фактів використовував працю італійського історика Джованні Марії Анджіолелло з м. Віченца. Водночас надається опис державних інститутів, політичного устрою, податкової та судової систем, економіки, яку автор порівнює з економікою європейських країн (значну увагу приділяє торгівлі, сільському господарству, ремеслам), розкриваються особливості ісламу, надається опис Константинопольського патріархату. Окремо приділяється увага народам Османської імперії, зокрема їх культурі, звичаям, освіті.
Відомі його панегірики, але переважно за назвами: «Похвала дона Бальтасара де Суньїги, головного командира Леона, Державної ради і президента Верховного суду Італії, від Антоніо де Еррери»; «Похвала Антоніо де Еррери, Короністи дель Рей… дону Жуану де Суньїга», «Похвала Вака де Кастро, від Антоніо де Еррера», «Пам'ятний знак померлої 3 жовтня 1611 року королеви доньї Маргарити Австрійської від Антоніо де Еррери, надрукований за замовленням і коштом міста Сеговії».
Його незавершені праці було видано окремим накладом у 1804 році під назвою «Неопубліковані моральні, політичні та історичні промови дона Антоніо де Еррери, хроніка короля дона Феліпе Другого, автора „Десятиліття Індії“ та багатьох інших праць».
Також здійснив переклади з французької та італійської мов сучасних йому історичних праць, а також з латини працю давньоримського історика Тацита.

## Родина
1. Дружина — Хуаною де Еспарса-і-Артієда
Діти:
- Хуана (1582—1587)

2. Дружина — Марії де Торрес Хінестроза
дітей не було